# Cá tầm sông Dương Tử
Cá tầm sông Dương Tử (Acipenser dabryanus) là một loài cá thuộc họ Acipenseridae. Nó là loài cá tầm tương đối nhỏ (130 cm, 16 kg) phân bố ở thượng lưu sông Dương Tử tỉnh Tứ Xuyên. Nó từng là một loài cá thực phẩm. Vào đầu thập niên 1980, nó được xem là loài nguy cấp và cấm đánh bắt thương mại do số lượng giảm mạnh. Cá tầm sông Dương Tử được IUCN liệt kê như một loài cực kỳ nguy cấp từ năm 1996.

## Kích thước và tập tính
Loài cá tầm này có thể đặt chiều dài 2,5 m, nhưng thường thì nhỏ hơn nhiều. Cơ thể của chúng có màu xanh-xám ở mặt lưng và màu vàng nhạt ở mặt bụng. Đầu hình tam giác có mõm dài với miệng ở mặt dưới. Chúng có hai đôi râu. Loài cá này sống ở vùng nước chảy chậm có chất nền là cát và bùn. Nó ăn thực vật thủy sinh, động vật không xương sống và cá nhỏ...

## Sinh sản
Cá tầm sông Dương Tử sinh sản ở vùng thượng lưu sông Dương Tử, thường là vào mùa xuân (Từ tháng 3 đến tháng 4), và đôi khi là vào mùa đông ( từ tháng 11–12). Con đực sinh sản hằng năm, nhưng không như thế với hầu hết con cái. Cá tầm cái đẻ từ 57.000 tới 102.000 trứng. Phạm vi sinh sản chính của loài này là giữa Maoshui và Heijang, một khu vực trải dài 321,7 km.

## Dân số
Quần thể của loài này trong môi trường tự nhiên không được coi là quá lớn. Trong lịch sử, loài này được coi là một loài quan trọng trong thủy sản thương mại ở thượng nguồn sông Dương Tử.Vào cuối thế kỷ 20, số lượng cá thể trong các quần thể giảm nghiêm trọng do đánh bắt, khai thác quá mức và suy thoái môi trường sống. Dữ liệu đánh bắt vào năm 1982 chỉ cho thấy vài chục mẫu vật được đánh bắt hàng năm và không có hồ sơ nào nói về việc đánh bắt ở đập Gezhouba kể từ năm 1995. Nguồn cung cấp loài cá này đã giảm rõ rệt trong khoảng từ 20 đến 30 năm qua và việc sản lượng đánh bắt quá nhỏ và phân tán đã gây khó khăn trong việc báo cáo chính xác về tổng sản lượng đánh bắt của loài cá này. Trước tình trạng tuyệt chủng của cá tầm sông Dương Tử ngày càng cao,vViệc nhân giống nhân tạo bắt đầu vào năm 1976 bởi Viện Thủy sản Changjianq, Trung Quốc.